# Courçon
Courçon je naselje in občina v zahodnem francoskem departmaju Charente-Maritime regije Poitou-Charentes. Leta 2006 je naselje imelo 1.456 prebivalcev.

## Geografija
Kraj se nahaja v pokrajini Aunis ob rečici "son"/"çon", po kateri je dobil ime ("court le son"), 30 km severovzhodno od središča departmaja La Rochelle.

## Uprava
Courçon je sedež istoimenskega kantona, v katerega so poleg njegove vključene še občine Angliers, Benon, Cramchaban, Ferrières, La Grève-sur-Mignon, Le Gué-d'Alleré, La Laigne, Nuaillé-d'Aunis, La Ronde, Saint-Cyr-du-Doret, Saint-Jean-de-Liversay, Saint-Sauveur-d'Aunis in Taugon z 11.720 prebivalci.
Kanton Aytré je sestavni del okrožja La Rochelle.

## Zanimivosti
- taborska cerkev Notre-Dame de Courçon,
- v bližnjem gozdu forêt de Benon severno od kraja je bilo leta 1979 odkritih pet nekropol.